# アイスル松山
アイスル松山（アイスルまつやま）は、愛媛県松山市宮田町にあるホテルである。株式会社アイスル松山が運営している。

## 概要
1986年に開業した。サンルートホテルチェーンのフライチャイズとして「ホテルサンルート松山」として営業していたが、2025年3月末に相鉄ホテルズとの加盟契約を終了。相鉄グループから独立し、同年4月からは「ホテルアイスル松山」に名称を変えて営業を開始した。

## 施設
- 客室 - 110室
- 宴会場・会議室 - 5室
- レストラン

## アクセス
- JR四国松山駅、伊予鉄道JR松山駅前停留場より徒歩で約3分。
- 松山自動車道松山インターチェンジより車で約20分。